# ジャッキー・チェン マイ・スタント
「ジャッキー・チェン マイ・スタント」（原題：成龍的特技、英題：Jackie Chan: My Stunts）は1999年に製作されたジャッキー・チェンのドキュメンタリー作品である。主演・監督共にジャッキー・チェン。

## 概要
アクションスターであるジャッキー・チェンが、過去の作品でのアクションシーンを解説・再演する。また、小道具やワイヤーのテクニックを紹介する。
また『WHO AM I?』『ラッシュアワー』のメイキングシーンも収録されている。

## スタッフ
日本語版のナレーションは石丸博也が担当している（ジャッキーの会話は吹き替えではなく字幕）。

## ソフト
ビデオ販売版ではACT.1とACT.2があり各45分。後にDVDとして編集し直され、94分に変更された。